# Dino Gillarduzzi
Dino Gillarduzzi (Cortina d'Ampezzo, 15 september 1975) is een Italiaans schaatser die zich tot Duitser heeft laten naturaliseren en vanaf 2002 voor Duitsland uitkomt bij schaatswedstrijden.

Hij is de zoon van voormalig allroundschaatser Guido Guillarduzzi die aan het eind van de jaren zestig, in de tijd van Ard Schenk en Kees Verkerk, bij de internationale kampioenschappen voor Italië uitkwam.

## Resultaten
| jaar | Olympische Spelen  | WK Afstanden       | WK Sprint | WK Junioren |
| ---- | ------------------ | ------------------ | --------- | ----------- |
| 1994 |                    |                    |           | NC27        |
| 1995 |                    |                    |           | NC23        |
| 1999 |                    | 18e 500m 10e 1000m | -         |             |
| 2000 |                    | 22e 500m 24e 1000m | 28e       |             |
| 2001 |                    | -                  | NS2       |             |
| 2002 | 30e 500m 36e 1000m |                    | 27e       |             |
| 2003 |                    | -                  | -         |             |
| 2004 |                    | -                  | -         |             |
| 2005 |                    | 16e 500m           | DQ1       |             |
| 2006 | -                  |                    | 25e       |             |

- = geen deelname
NC# = niet gekwalificeerd voor de laatste afstand, maar wel als # geklasseerd in de eindrangschikking

### Medaillespiegel
| kampioenschap     | goud | zilver | brons |
| ----------------- | ---- | ------ | ----- |
| Olympische Spelen | 0    | 0      | 0     |
| WK Afstanden      | 0    | 0      | 0     |
| WK Sprint         | 0    | 0      | 0     |
| WK Junioren       | 0    | 0      | 0     |